# 趙昱 (隋朝)

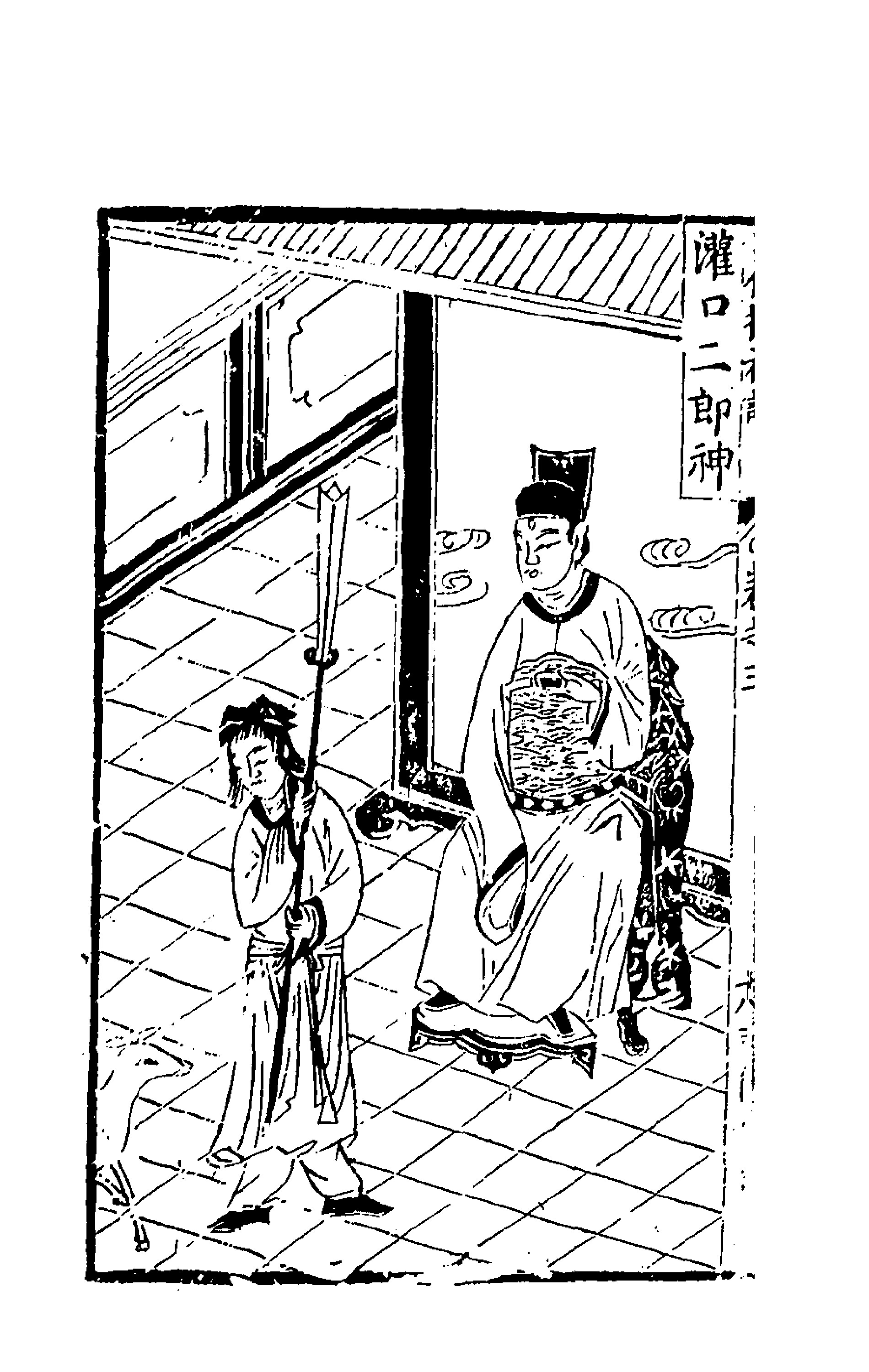
趙昱

趙昱（?—?），字仲明，隋朝名士，隱居青城山，隋煬帝強迫他出來當官，不得已擔任了眉山郡太守，因為眉山有惡蛟之害，趙昱入水斬殺惡蛟，右手持劍，左手提蛟首級而出，為民除害後不知所終，鄉民稱為二郎神，為今日川主信仰中趙二郎的原型。
唐太宗封「神勇大將軍」，灌口立廟祭祀。唐明皇安史之亂奔蜀，封「赤誠王」。宋真宗時因張詠禱告得驗，改封「清源妙道眞君」。